# Alphonsus (cràter)

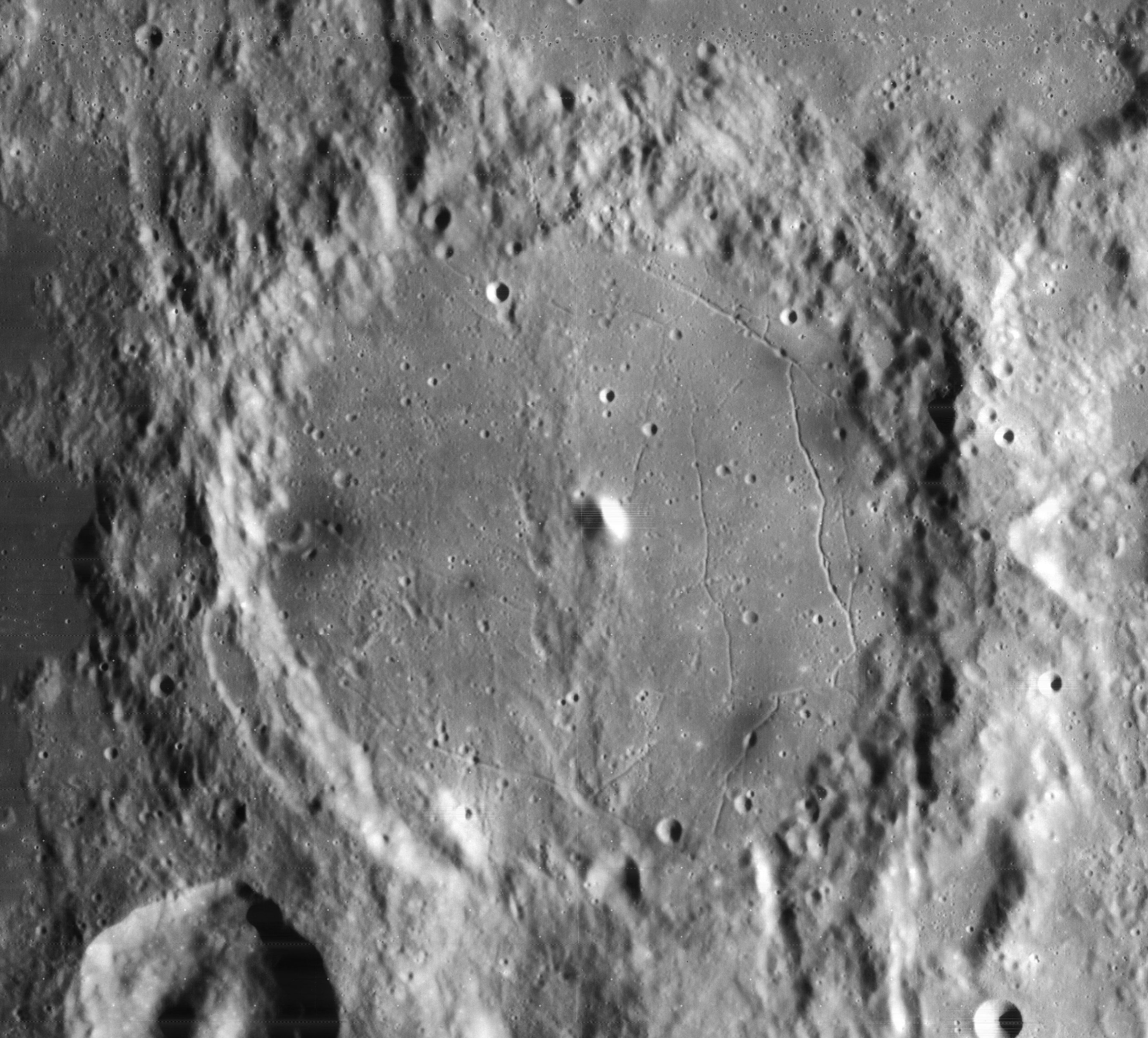
Fotografia de la missió Lunar Orbiter 4

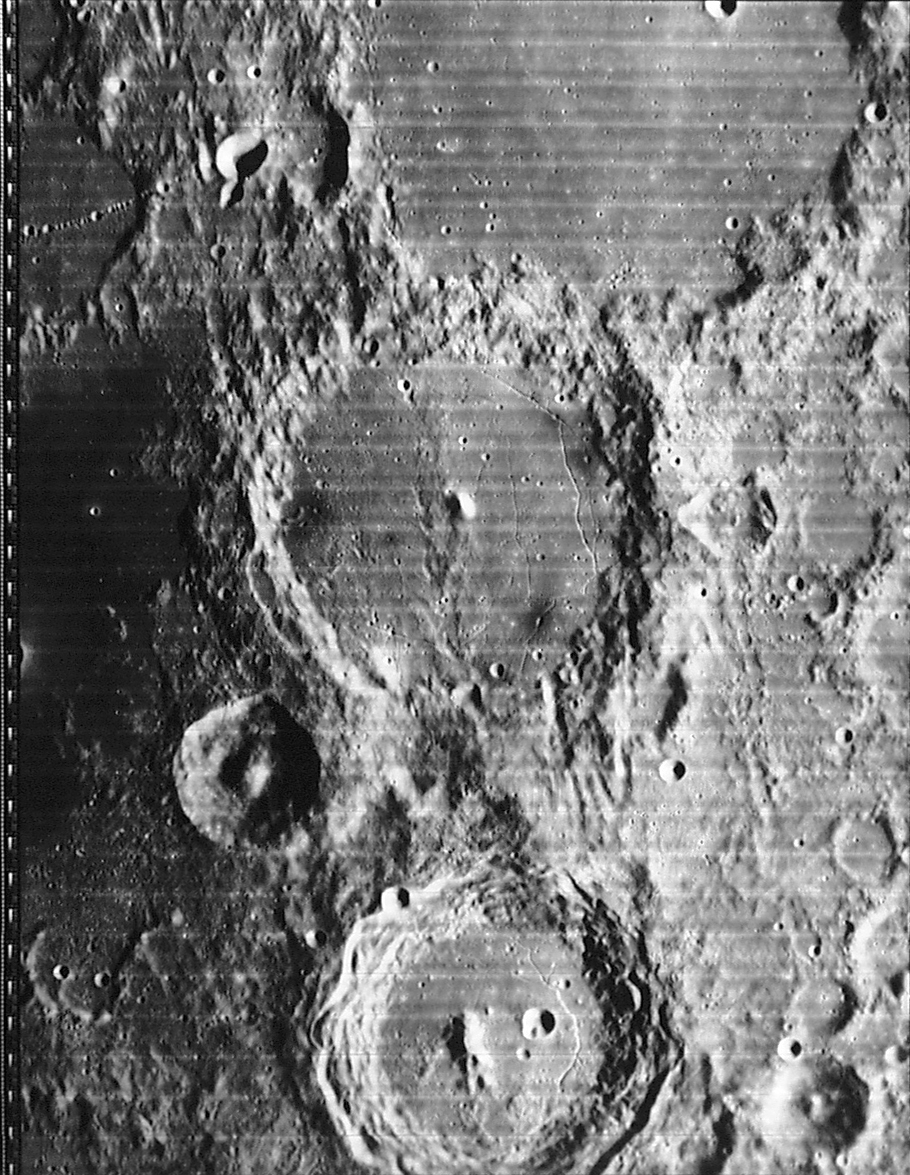
Fotografia de la missió Lunar Orbiter 4

Alphonsus és un cràter lunar. Situat en les coordenades 13,4º S, 2,8º O, té un diàmetre de 119 quilòmetres i una profunditat de 2,7 quilòmetres. El seu epònim fa referència a l'interès per l'astronomia del rei de Castella Alfons X el Savi.

## Aspectes geològics
El fons del cràter Alphonsus, que és notablement pla i està sembrat de petits cràters, té un pic central i una llarga esquerda que corre gairebé paral·lela a la paret oriental. Amb tot, la característica més important d'Alphonsus, des del punt de vista geològic, són diverses taques fosques formades per dipòsits piroclàstics.

## Descripció
La superfície d'Alphonsus mostra un aspecte fracturat i irregular en el seu límit amb Ptolemeu. Les parets externes estan lleugerament deformades i posseeixen una configuració lleugerament hexagonal.
Un sistema de crestes baixes formades per dipòsits d'ejecció divideix en dos el sòl del cràter, i inclou el pronunciat pic central denominat Alphonsus Alpha (α). Aquesta formació amb aspecte de piràmide s'eleva a una altura de 1.5 km sobre la superfície interior. No és d'origen volcànic, sinó que està format per anortosita, com les terres altes lunars.
El sòl està fracturat per un intricat sistema d'esquerdes i conté tres cràters més petits, envoltats per un halo simètric més fosc. Aquests cràters d'halo fosc tenen forma de con volcànic i alguns investigadors pensen que són d'origen volcànic, encara que uns altres creuen que van ser causats per impactes que van excavar el material més fosc de la mare des de sota la regolita lunar, més clara.

## Exploració
La sonda Ranger 9 va impactar en Alphonsus, a poca distància al nord-est del pic central. Harold Clayton Urey va dir sobre una fotografia d'Alphonsus en primer pla:
| « | El sòl d'Alphonsus està cobert amb molts cràters de diverses mides, alguns nítids (i per tant, recents), altres menys distingibles i parcialment plens de material fragmentat. Les parets tenen menys cràters, i això probablement vol dir que la caiguda de la paret els ha recobert. Les esquerdes són evidents, i hi ha evidència de desploms. El cràter més gran prop del cim és indubtablement d'origen colisional. Tres cràters estan envoltats per halos foscos i van ser produïts per erupcions de l'interior lunar. En alguns cims de muntanyes es poden veure pics excepcionalment brillants i nítids | » |

Alphonsus va ser un dels principals llocs alternatius d'aterratge considerats per a les missions Apol·lo 16 i Apol·lo 17.

## Fenòmens lunars transitoris
Alphonsus és un dels emplaçaments destacats de fenòmens lunars transitoris, ja que s'han reportat núvols brillants de tons vermells que emanen del cràter.
El 26 d'octubre de 1956, l'astrònom lunar Dinsmore Alter va notar algunes imatges borroses de les esquerdes del sòl d'Alphonsus en les fotografies que va prendre en llum de color violeta. Aquesta boira no apareixia en les fotografies en infraroig que va prendre al mateix temps. No obstant això, pocs astrònoms professionals van trobar aquesta evidència d'activitat volcànica en la Lluna molt convincent.
Un astrònom que estava intrigat per les observacions d'Alter va ser el soviètic Nikolái Kózyrev. En 1958, mentre Kozyrev buscava un fenomen volcànic en la lluna, també va observar la formació d'un núvol similar a una boira en Alphonsus.
L'espectre de l'àrea havia estat mesurat en aquest moment, i mostrava indicacions de la presència de carboni, possiblement gas C2. Kózyrev creia que això era el resultat d'activitat volcànica o d'algun fenomen relacionat amb aquesta. No obstant això, no s'ha trobat evidència d'aquest fenomen en les missions lunars, i els resultats de les emissions mai s'han confirmat.

## Noms
Alphonsus porta el nom del Rei Alfonso X de Castella (conegut com a "Alfonso el Savi"), que tenia un gran interès per l'astronomia.
Igual que molts dels cràters de la cara visible de la Lluna, va rebre el seu nom per decisió de Giovanni Riccioli, el sistema de la qual de nomenclatura de 1651 s'ha estandarditzat. Riccioli originalment el va anomenar "Alphonsus Rex" ("Rei Alfons"), però el "Rex" es va retirar més tard. Els primers cartógrafos lunars li havien donat diferents noms. El mapa de 1645 de Michael van Langren l'anomena "Ludovici XIV, Reg. Fran.", en honor de Lluís XIV de França, i Johannes Hevelius ho va fer com "Mons Masicytus" en referència a una serralada de Lícia.

## Cràters interiors
Cinc diminuts cràters al nord-est de la superfície interior d'Alphonsus han estat designats per la UAI. Es mostren en la taula següent.
|           | \| Cràter \| Coordenades \| Diàmetre \| Origen del nom \| \| --------- \| ---------------------------------- \| -------- \| -------------------- \| \| Chang-Ngo \| 12° 42′ S, 2° 06′ O / 12.7°S,2.1°O \| 2.34 km \| Nom femení xinès \| \| José \| 12° 42′ S, 1° 36′ O / 12.7°S,1.6°O \| 1.21 km \| Nom masculí castellà \| \| Monira \| 12° 36′ S, 1° 42′ O / 12.6°S,1.7°O \| 1.07 km \| Nom femení àrab \| \| Ravi \| 12° 30′ S, 1° 54′ O / 12.5°S,1.9°O \| 1.62 km \| Nom masculí indi \| \| Soraya \| 12° 54′ S, 1° 36′ O / 12.9°S,1.6°O \| 1.90 km \| Nom femení persa \| |          |                      |
| Cràter    | Coordenades | Diàmetre | Origen del nom       |
| Chang-Ngo | 12° 42′ S, 2° 06′ O / 12.7°S,2.1°O | 2.34 km  | Nom femení xinès     |
| José      | 12° 42′ S, 1° 36′ O / 12.7°S,1.6°O | 1.21 km  | Nom masculí castellà |
| Monira    | 12° 36′ S, 1° 42′ O / 12.6°S,1.7°O | 1.07 km  | Nom femení àrab      |
| Ravi      | 12° 30′ S, 1° 54′ O / 12.5°S,1.9°O | 1.62 km  | Nom masculí indi     |
| Soraya    | 12° 54′ S, 1° 36′ O / 12.9°S,1.6°O | 1.90 km  | Nom femení persa     |

## Cràters satèl·lit
Per convenció aquestes característiques s'identifiquen en els mapes lunars localitzant la lletra en el punt mitjà de la vora del cràter en les rodalies del cràter Alphonsus.
|           | \| Alphonsus \| Coordenades \| Diàmetre \| \| --------- \| ---------------------------------- \| -------- \| \| A \| 14° 48′ S, 2° 18′ O / 14.8°S,2.3°O \| 4 km \| \| B \| 13° 12′ S, 0° 12′ O / 13.2°S,0.2°O \| 24 km \| \| C \| 14° 24′ S, 4° 48′ O / 14.4°S,4.8°O \| 4 km \| \| D \| 15° 06′ S, 0° 48′ O / 15.1°S,0.8°O \| 23 km \| \| G \| 12° 18′ S, 3° 18′ O / 12.3°S,3.3°O \| 4 km \| \| H \| 15° 36′ S, 0° 30′ O / 15.6°S,0.5°O \| 8 km \| \| J \| 15° 06′ S, 2° 30′ O / 15.1°S,2.5°O \| 8 km \| \| K \| 12° 30′ S, 0° 06′ O / 12.5°S,0.1°O \| 20 km \| \| L \| 12° 00′ S, 3° 42′ O / 12.0°S,3.7°O \| 4 km \| \| R \| 14° 24′ S, 1° 54′ O / 14.4°S,1.9°O \| 3 km \| \| X \| 15° 00′ S, 4° 24′ O / 15.0°S,4.4°O \| 5 km \| \| Y \| 14° 42′ S, 1° 48′ O / 14.7°S,1.8°O \| 3 km \| |          |
| Alphonsus | Coordenades | Diàmetre |
| A         | 14° 48′ S, 2° 18′ O / 14.8°S,2.3°O | 4 km     |
| B         | 13° 12′ S, 0° 12′ O / 13.2°S,0.2°O | 24 km    |
| C         | 14° 24′ S, 4° 48′ O / 14.4°S,4.8°O | 4 km     |
| D         | 15° 06′ S, 0° 48′ O / 15.1°S,0.8°O | 23 km    |
| G         | 12° 18′ S, 3° 18′ O / 12.3°S,3.3°O | 4 km     |
| H         | 15° 36′ S, 0° 30′ O / 15.6°S,0.5°O | 8 km     |
| J         | 15° 06′ S, 2° 30′ O / 15.1°S,2.5°O | 8 km     |
| K         | 12° 30′ S, 0° 06′ O / 12.5°S,0.1°O | 20 km    |
| L         | 12° 00′ S, 3° 42′ O / 12.0°S,3.7°O | 4 km     |
| R         | 14° 24′ S, 1° 54′ O / 14.4°S,1.9°O | 3 km     |
| X         | 15° 00′ S, 4° 24′ O / 15.0°S,4.4°O | 5 km     |
| Y         | 14° 42′ S, 1° 48′ O / 14.7°S,1.8°O | 3 km     |

### Altres referències
- (WGPSN), IAU Working Group for Planetary System Nomenclature. «Gazetteer of Planetary Nomenclature. 1:1 Million-Scale Maps of the Moon» (en anglès).  UAI / USGS, 13-02-2013. [Consulta: 6 abril 2016].
- Andersson, L. E.; Whitaker, E. A.,. NASA Catalogue of Lunar Nomenclature (en anglès).  NASA RP-1097, 1982.
- Blue, Jennifer. «Gazetteer of Planetary Nomenclature» (en anglès).  USGS, 25-07-2007. [Consulta: 2 gener 2012].
- Bussey, B.; Spudis, P.. The Clementine Atlas of the Moon (en anglès).  Nueva York: Cambridge University Press, 2004. ISBN 0-521-81528-2.
- Cocks, Elijah E.; Cocks, Josiah C.. Who's Who on the Moon: A Biographical Dictionary of Lunar Nomenclature (en anglès).  Tudor Publishers, 1995. ISBN 0-936389-27-3.
- McDowell, Jonathan. «Lunar Nomenclature» (en anglès).   Jonathan's Space Report, 15-07-2007. [Consulta: 2 gener 2012].
- Menzel, D. H.; Minnaert, M.; Levin, B.; Dollfus, A.; Bell, B. «Report on Lunar Nomenclature by The Working Group of Commission 17 of the IAU» (en anglès). Space Science Reviews, 12, 1971, pàg. 136.
- Moore, Patrick. On the Moon (en anglès).  Sterling Publishing Co, 2001. ISBN 0-304-35469-4.
- Price, Fred W. The Moon Observer's Handbook (en anglès).  Cambridge University Press, 1988. ISBN 0521335000.
- Rükl, Antonín. Atlas of the Moon (en anglès).  Kalmbach Books, 1990. ISBN 0-913135-17-8.
- Webb, Rev. T. W.. Celestial Objects for Common Telescopes, 6ª edición revisada (en anglès).  Dover, 1962. ISBN 0-486-20917-2.
- Whitaker, Ewen A. Mapping and Naming the Moon (en anglès).  Cambridge University Press, 2003. 978-0-521-54414-6.
- Wlasuk, Peter T. Observing the Moon (en anglès).  Springer, 2000. ISBN 1-85233-193-3.